# انعام

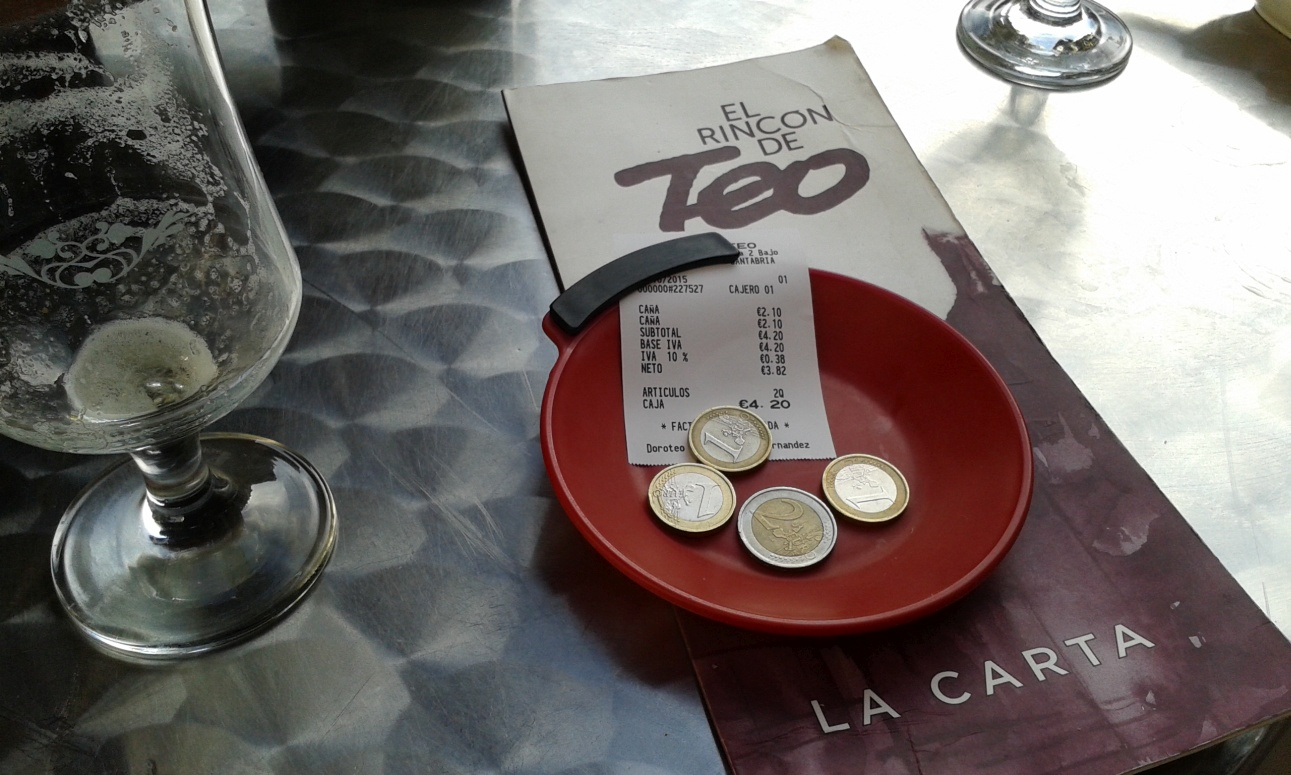
مقداری پول که مشتری، پس از صرفِ غذا در یک رستوران، به‌عنوان اَنعام در کاسه گذاشته‌است.

اِنعام مبلغی پول، معمولاً به صورت وجه نقد، که افزون بر قیمت پیش‌بینی‌شده، به ارائه‌کنندهٔ کالا یا خدمات (مانند پیشخدمت‌ها)، با هدف قدردانی پرداخت می‌شود. به عبارت دیگر انعام مبلغی است که از طرف فرد بزرگ و توانا به فردی که در قشر ضعیف تری در جامعه است بخشیده می‌شود
انعام و مقدار آنها یک موضوع عرفی و از آداب اجتماعی است و این عرف بین کشورها متفاوت است. در برخی کشورها مرسوم است که به پیشخدمت‌ها در کافه‌ها و رستوران‌ها، رانندگان تاکسی، آرایشگران و غیره انعام می‌دهند. با این حال، در برخی جاها انعام دادن انتظار نمی‌رود و ممکن است از آن جلوگیری شود یا توهین آمیز تلقی شود.
ارائه انعام به برخی از گروه‌های کارگران، مانند کارکنان دولت ایالات متحده و به‌طور گسترده‌تر افسران پلیس، غیرقانونی است، زیرا ممکن است انعام‌ها به عنوان رشوه تلقی شوند. در رستوران‌ها و موسسات مشابه، گاهی یک درصد ثابت هزینه خدمات به صورت حساب اضافه می‌شود. زمانی که صراحتاً هزینه ای برای این سرویس دریافت می‌شود، ممکن است انعام داده نشود.
در فرانسه عبارت «service compris» به معنای آن است که انعام در صورت حساب لحاظ شده‌است. در کشورهای دیگر، به ویژه در شرق آسیا نبود هر گونه سنت انعام، مایه غرور و افتخار به حساب می‌آید. انعام دادن در فرهنگ ژاپنی نه‌تنها غیرعادی است که حتی کاری شرم‌آور و نامناسب به حساب می‌آید.